# Hôpital du Ceppo
L'hôpital du Ceppo est un ancien hôpital de Pistoia, fondé au XIIIe siècle.
Selon la légende, le nom dérive d'une souche qui a miraculeusement fleuri pendant l'hiver et qui, selon les indications données par une apparition de la Vierge Marie, aurait montré le lieu où fonder l'hôpital aux pieux époux Antimo et Bendinella. Alternativement, on a pensé à une dérivation du nom du ceppo de châtaignier creux utilisé pour recueillir les offrandes, à l'instar d'institutions similaires en Toscane.
C'était l'hôpital de la ville jusqu'au 21 juillet 2013, date à laquelle il a été remplacé par le nouvel hôpital San Jacopo, situé dans la zone sud de la ville.

## Histoire
Il a été fondé, selon la tradition, en 1277 par la « Compagnie de Santa Maria » ou del Ceppo dei Poveri, comme le montrent des documents datés de cette époque en 1286.[réf. nécessaire].
Dès 1345, les travaux de construction d'un nouveau cloître, d'un oratoire et d'une domus, ou aile pour les femmes, avaient commencé.

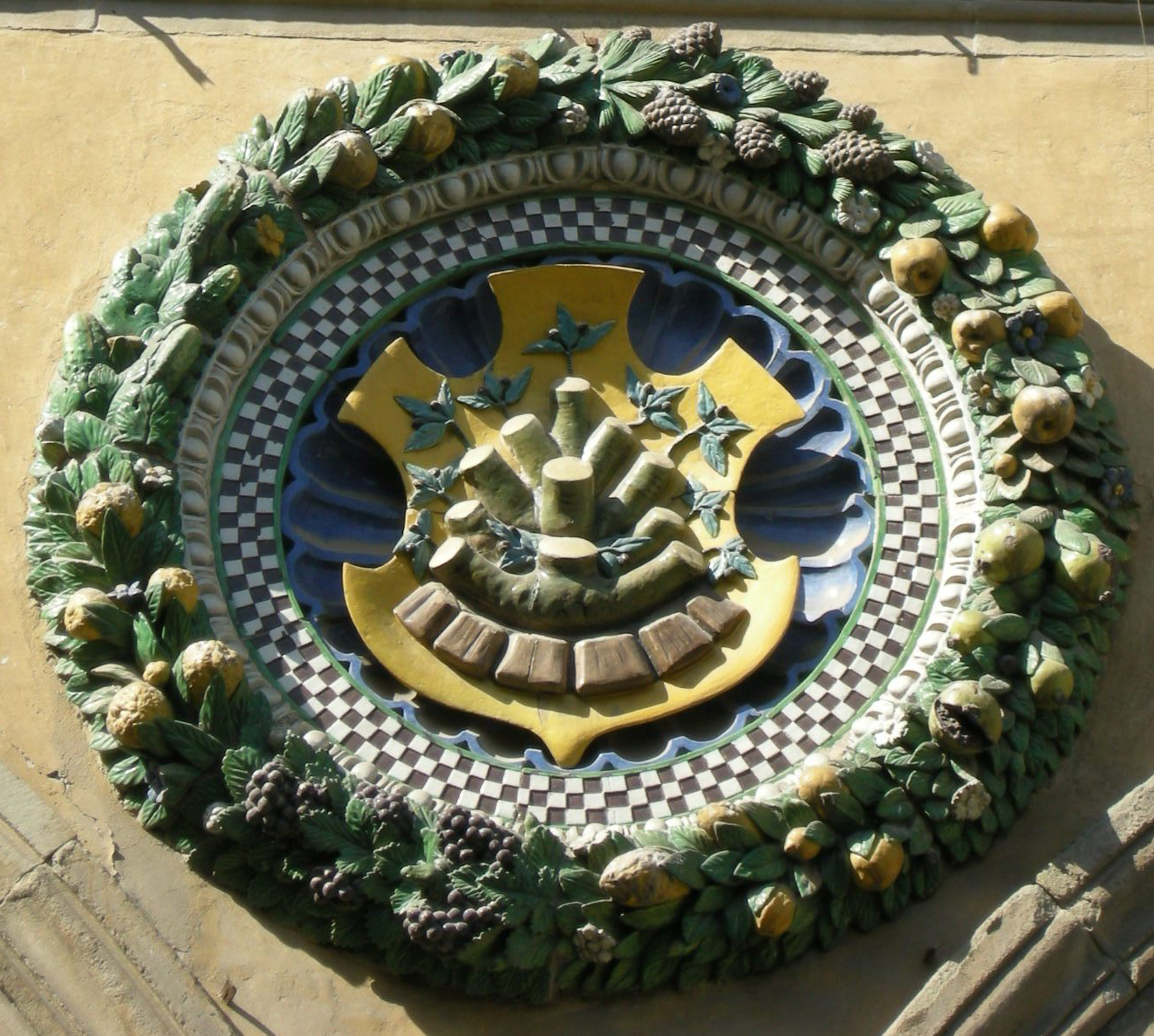
Les armoiries Ceppo.

L'hôpital du Ceppo devint l'établissement hospitalier prioritaire de la ville pendant l'épidémie de peste noire qui frappa Pistoia en 1348, pour des raisons que les historiens doivent encore éclaircir. Pendant cette période, beaucoup des patients hospitalisés léguèrent leurs biens à l'hôpital par testament, ce qui permit à l'hôpital de se retrouver à la fin de l'épidémie avec un vaste patrimoine immobilier. Les inventaires rédigés pour contrôler ce patrimoine ont été utiles pour approfondir l'étude urbanistique de la Pistoia médiévale.
La surveillance de l'hôpital avait été initialement confiée au chapitre de la cathédrale, mais à partir de 1350 la commune avait commencé à tenter de laïciser la « compagnie du Ceppo », en disposant que ses dirigeants soient les officiers communaux. À la suite du passage de Pistoia sous la domination de Florence, en 1401, par un décret de 1424, renouvelé en 1439, il est stipulé que l'administrateur de l'hôpital, appelé spedalingo, soit considéré comme une personne laïque et que l'hôpital soit un lieu laïque et profane.
Les administrateurs de l'hôpital, libres de tout contrôle local, entreprirent entre 1451 et 1456 une rationalisation et une réorganisation des différents corps de bâtiment. Cette tâche fut confiée à l'architecte florentin Michelozzo di Bartolomeo, qui donna au complexe sa première structure monumentale. L'élection du spedalingo fut souvent l'objet de disputes entre les nobles familles de Pistoia. Il y eut notamment des désordres en 1498, en raison des violents affrontements entre les Panciatichi, partisans de la seigneurie des Médicis et les Cancellieri.
En 1494, la compagnie du Ceppo est évincée de l'hôpital et cette exclusion fut confirmée en 1500, confiant ainsi l'hôpital aux prieurs de la commune de Pistoia. La compagnie changea de nom en 1533 et devint la "Compagnie de la Crocetta de Saint-Luc", du nom de l'église où elle se réunissait rattachée à l'« hôpital de Santa Maria Nuova » de Florence (de la même manière, l'hôpital de San Gregorio devint dépendant de l'hôpital des Innocents de Florence en 1505). Le spedalingo florentin, Leonardo Buonafede, moine chartreux, fit réaliser la célèbre frise, qui donnait un caractère monumental à la façade.
En 1784, le grand-duc Pierre-Léopold de Lorraine regroupa les deux hôpitaux de Ceppo et San Gregorio dans la nouvelle institution des « Hôpitaux réunis de Pistoia », restituant ainsi aux habitants de Pistoia la fonction de spedalingo.

## Description
L'actuel complexe est issu d'une série d'ajouts et de rénovations de l'édifice d'origine datant du XIIIe siècle, dont le noyau correspondait à l'actuelle « aile de Sant'Atto », située sur la via delle Pappe, un vaste espace avec de grandes fenêtres, actuellement conservé dans une rénovation datant du XVIe siècle.
Au XVe siècle, une aile avec l'actuelle façade fut ajoutée, comprenant la loggia Renaissance construite en 1502 sur le modèle de l'hôpital des Innocents de Florence. La loggia est décorée d'une frise en terre cuite polychrome vernissée réalisée par Santi Buglioni au début du XVIe siècle, avec les deux harpies représentées aux angles à titre d'avertissement.
L'aile de San Leopoldo, aujourd'hui siège de l'Académie médicale de Pistoia, était autrefois destinée aux malades contagieux, soignés à distance grâce à un passage extérieur qui court sous la grande fenêtre de la façade.

### Décorations de la loggia

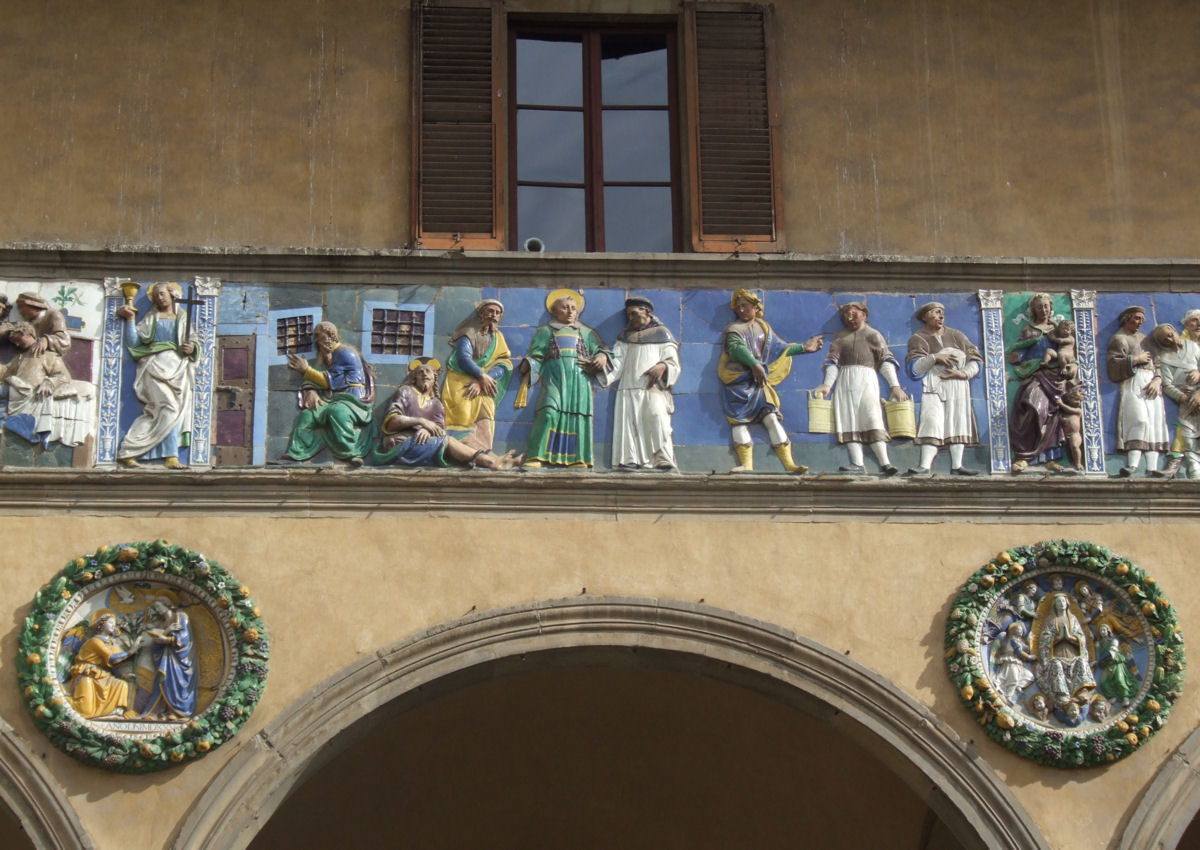
Détail de la frise.

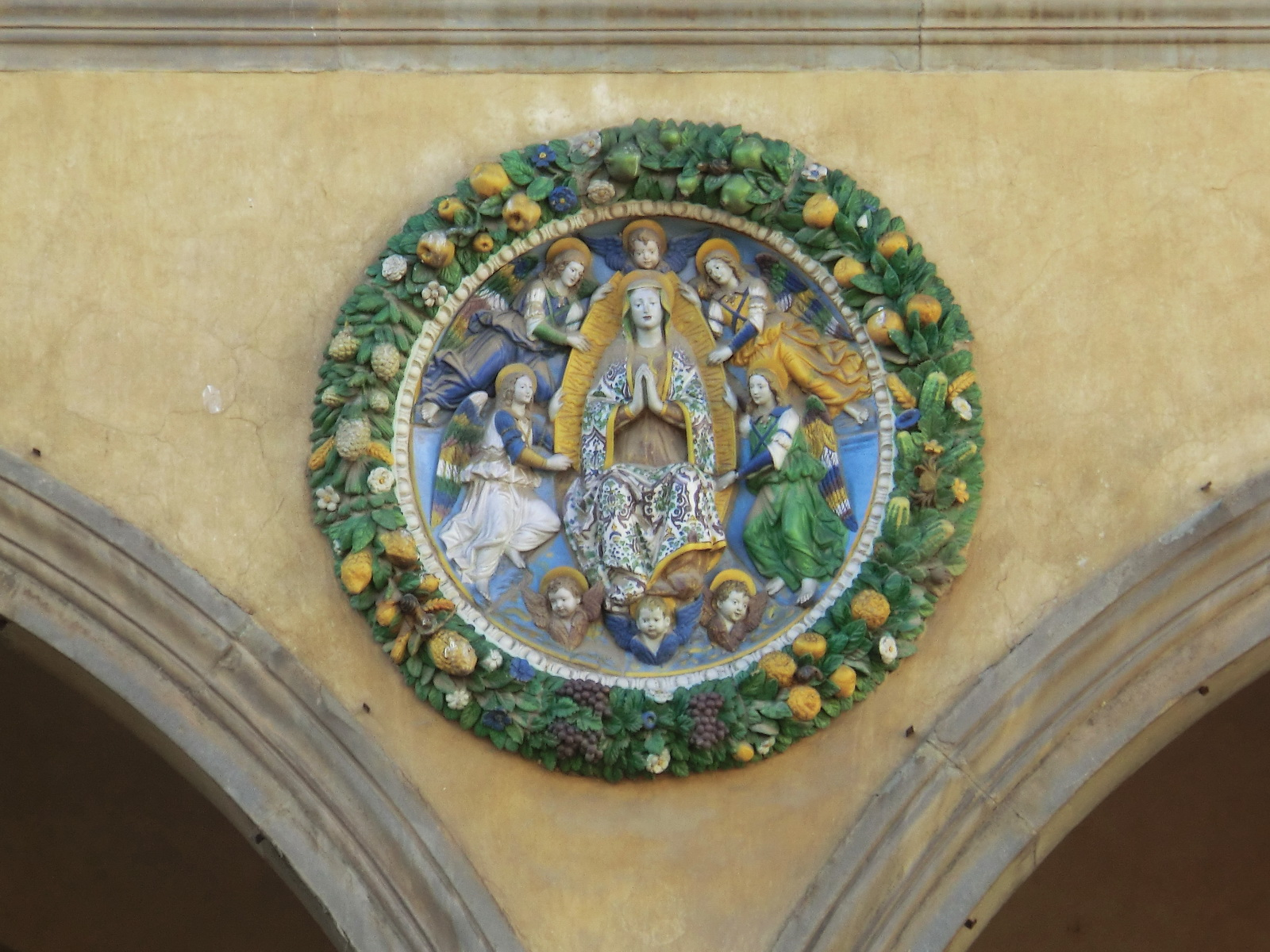
Tondo avec la Madone en gloire.

Sur la façade, au-dessus des arcs de la loggia, se trouve une frise en terre cuite aux couleurs vives et vernissée, tandis que des tondi de la même technique sont insérées dans les écoinçons des arcs.
Auparavant, en 1512, Benedetto Buglioni avait réalisé une lunette avec le Couronnement de la Vierge au-dessus du portail adjacent à la loggia, avec des figures blanches sur fond bleu. Le même artiste avait réalisé les armoiries de l'hôpital en 1515, situées dans l'angle droit de la façade.
La frise réalisée par Santi Buglioni est divisée en panneaux et illustre les sept œuvres de miséricorde (Vêtir les nus, Accueillir les pèlerins, Visiter les malades, Visiter les prisonniers, Enterrer les morts, Nourrir les affamés, Donner à boire aux assoiffés). Les scènes représentant les œuvres sont entrecoupées de figures de la Vertu (Prudence, Foi, Charité, Espérance et Justice), encadrées par des pilastres décorés. L'œuvre est complétée par deux harpies aux angles. La frise fut réalisée à partir de 1525, sur commande du spedalingo florentin Leonardo Buonafede, qui apparaît dans les scènes en robe blanche avec une mante noire, présidant aux activités quotidiennes de l'hôpital. Le dernier panneau à droite fut remplacé en 1586 par un nouveau, réalisé par Filippo di Lorenzo Paladini, sans vitrage. Sur ce panneau, à la place de Buonafede, est représenté le spedalingo de l'époque, Bartolomeo Montichiari.
Les tondi furent créés à partir de 1525 par Giovanni della Robbia et représentent l'Annonciation, la Gloire de la Vierge, la Visitation et les armoiries des Médicis. En 1518, à la mort de Niccolò Pandolfini, évêque de Pistoia, le spedalingo Leonardo Buonafede fut candidat à sa succession, mais Antonio di Alessandro Pucci fut choisi à sa place. En 1527, Antonio Pucci, otage des lansquenets, lors du sac de Rome, réussit à échapper. Pour cette raison, Buonafede quitta Pistoia, acceptant la pourpre pour le diocèse de Vieste et plus tard pour Cortona, laissant inachevé le travail de la frise, manquant de la septième scène Donner à boire aux assoiffés. Les restes fragmentés de cette scène furent découverts en 1936 à l'intérieur de l'hôpital, à l'endroit où les Della Robbia conservaient les fours. Par la suite, Leonardo Buonafede quitta l'épiscopat de Cortona et s'installa à la Certosa del Galluzzo, où il fit réaliser, par la famille Della Robbia, des œuvres en terre cuite vernissée et où se trouve sa tombe avec un bas-relief de Francesco Giuliano da Sangallo de 1545.

### Figurations dans les ronds centrales dédiées à la Madone
Dans le premier médaillon, l'Archange annonce à Marie la conception du Sauveur. En bas, les lettres épigraphiques A.N O.D NI.M D X X V.
Dans le deuxième médaillon, la Vierge Marie est représentée en prière dans la gloire du ciel, entourée d'anges.
Dans le troisième médaillon, Marie annonce à Élisabeth la bonne nouvelle. En bas, les lettres M.A M.D. -B.I.M.E.F.V.T., avec le sens évangélique « Magnificat anima mea Dominum, Benedicta tu in mulieribus et Benedictus fructus ventris tui. » (Luc 1:46, 1:42).

## École de médecine
Les cours de médecine devaient se tenir à l'hôpital depuis le début du XVIe siècle comme il semble ressortir de la représentation d'une visite à un malade (Visite aux malades de la frise robbienne), à laquelle assistent des personnages interprétés comme des étudiants.
Cependant, « l'école de médecine de Pistoia » fut fondée en 1666 et son organisation fut officiellement approuvée par le grand-duc Pierre-Léopold en 1784. Le programme d'études, divisé en trois classes, durait six ans. Des chaires de  médecine pratique, institutions chirurgicales, anatomie, cas pratiques, opérations et obstétrique y furent instituées. L'école fut fermée en 1844 en raison de la faible fréquentation.
L'anatomiste Filippo Pacini s'est formé à l'école.
Le « Musée des instruments chirurgicaux », aménagé dans une petite salle de l'ancien hôpital, abrite une collection d'instruments médicaux utilisés dans l'hôpital ainsi que des textes anciens de médecine.
Le « Laboratoire de pharmacie » conserve des vases et du mobilier destinés à la préparation des médicaments et à la conservation des essences officinales.

## Le théâtre anatomique
L'école de médecine était équipée d'un théâtre anatomique, qui existe toujours et peut être visité comme station lors de la visite guidée du musée Spedale del Ceppo et de la visite du sous-sol de Pistoia. Construit dans un style néoclassique à la fin du XVIIIe siècle et composé de deux salles formant un bâtiment séparé, adossées aux murs extérieurs de l'hôpital. Dans la première salle, occupée par des bancs en maçonnerie disposés en amphithéâtre et décorés de fresques, se déroulaient des cours d'anatomie et le fonctionnement des différents organes était expliqué par la dissection. Dans la deuxième salle, équipée de drains au sol, les cadavres étaient préparés pour le cours sur une table en marbre et disséqués par les chirurgiens Apron Masters.